# 94. ceremonia wręczenia Oscarów
94. ceremonia wręczenia Oscarów (nagród Amerykańskiej Akademii Sztuki i Wiedzy Filmowej) za rok 2021 odbyła się 27 marca 2022 w Dolby Theatre w Los Angeles.
Nominacje do nagród ogłosili 8 lutego 2022 aktorzy Leslie Jordan i Tracee Ellis Ross. Dwanaście nominacji uzyskał western Jane Campion Psie pazury, a dziesięciokrotnie nominowano film science-fiction w reżyserii Denisa Villeneuve’a – pierwszą część ekranizacji powieści Diuna.
Najwięcej nagród (sześć) zdobył film Diuna, a w kategorii „najlepszy film” statuetkę otrzymała CODA.

## Laureaci i nominowani
Źródło:
| Najlepszy film | Najlepszy reżyser |
| --- | --- |
| - CODA – Philippe Rousselet, Fabrice Gianfermi i Patrick Wachsberger - Belfast – Laura Berwick, Kenneth Branagh, Becca Kovacik i Tamar Thomas - Nie patrz w górę – Adam McKay i Kevin Messick - Drive My Car – Teruhisa Yamamoto - Diuna – Mary Parent, Denis Villeneuve i Cale Boyter - King Richard. Zwycięska rodzina – Tim White, Trevor White i Will Smith - Licorice Pizza – Sara Murphy, Adam Somner i Paul Thomas Anderson - Zaułek koszmarów – Guillermo del Toro, J. Miles Dale i Bradley Cooper - Psie pazury – Jane Campion, Tanya Seghatchian, Emile Sherman, Iain Canning i Roger Frappier - West Side Story – Steven Spielberg i Kristie Macosko Krieger | - Jane Campion – Psie pazury - Kenneth Branagh – Belfast - Ryūsuke Hamaguchi – Drive My Car - Paul Thomas Anderson – Licorice Pizza - Steven Spielberg – West Side Story |
| Najlepszy aktor pierwszoplanowy | Najlepsza aktorka pierwszoplanowa |
| - Will Smith – King Richard. Zwycięska rodzina jako Richard Williams - Javier Bardem – Lucy i Desi jako Desi Arnaz - Benedict Cumberbatch – Psie pazury jako Phil Burbank - Andrew Garfield – Tick, Tick... Boom! jako Jonathan Larson - Denzel Washington – Tragedia Makbeta jako Makbet | - Jessica Chastain – Oczy Tammy Faye jako Tammy Faye Bakker - Olivia Colman – Córka jako Leda Caruso - Penélope Cruz – Matki równoległe jako Janis Martínez Moreno - Nicole Kidman – Lucy i Desi jako Lucille Ball - Kristen Stewart – Spencer jako Diana |
| Najlepszy aktor drugoplanowy | Najlepsza aktorka drugoplanowa |
| - Troy Kotsur – CODA jako Frank Rossi - Ciarán Hinds – Belfast jako Pop - Jesse Plemons – Psie pazury jako George Burbank - J.K. Simmons – Lucy i Desi jako William Frawley - Kodi Smit-McPhee – Psie pazury jako Peter Gordon | - Ariana DeBose – West Side Story jako Anita - Jessie Buckley – Córka jako Leda Caruso - Judi Dench – Belfast jako Granny - Kirsten Dunst – Psie pazury jako Rose Gordon - Aunjanue Ellis – King Richard. Zwycięska rodzina jako Oracene „Brandy” Price |
| Najlepszy scenariusz oryginalny | Najlepszy scenariusz adaptowany |
| - Belfast – Kenneth Branagh - Nie patrz w górę – Adam McKay i David Sirota - King Richard. Zwycięska rodzina – Zach Baylin - Licorice Pizza – Paul Thomas Anderson - Najgorszy człowiek na świecie – Eskil Vogt i Joachim Trier | - CODA – Sian Heder - Drive My Car – Ryūsuke Hamaguchi i Takamasa Oe - Diuna – Jon Spaihts, Denis Villeneuve i Eric Roth - Córka – Maggie Gyllenhaal - Psie pazury – Jane Campion |
| Najlepszy długometrażowy film animowany | Najlepszy film międzynarodowy |
| - Nasze magiczne Encanto – Jared Bush, Byron Howard, Yvett Merino i Clark Spencer - Przeżyć – Jonas Poher Rasmussen, Monica Hellström, Signe Byrge Sørensen i Charlotte De La Gournerie - Luca – Enrico Casarosa i Andrea Warren - Mitchellowie kontra maszyny – Mike Rianda, Phil Lord i Christopher Miller oraz Kurt Albrecht - Raya i ostatni smok – Don Hall, Carlos López Estrada, Osnat Shurer i Peter Del Vecho | - Drive My Car (Japonia) – reżyseria: Ryūsuke Hamaguchi - Przeżyć (Dania) – reżyseria: Jonas Poher Rasmussen - To była ręka Boga (Włochy) – reżyseria: Paolo Sorrentino - Lunana. Szkoła na końcu świata (Bhutan) – reżyseria: Pawo Choyning Dorji - Najgorszy człowiek na świecie (Norwegia) – reżyseria: Joachim Trier |
| Najlepszy pełnometrażowy film dokumentalny | Najlepszy krótkometrażowy film dokumentalny |
| - Summer of Soul – Ahmir „Questlove” Thompson, Joseph Patel, Robert Fyvolent i David Dinerstein - Chiński sen – Jessica Kingdon, Kira Simon-Kennedy i Nathan Truesdell - Attica – Stanley Nelson i Traci A. Curry - Przeżyć – Jonas Poher Rasmussen, Monica Hellström, Signe Byrge Sørensen i Charlotte De La Gournerie - Ogniem pisane – Sushmit Gosh, Rintu Thomas | - The Queen of Basketball – Ben Proudfoot - Audible – Matthew Ogens i Geoff McLean - Lead Me Home – Pedro Kos i Jon Shenk - Three Songs for Benazir – Elizabeth Mirzaei i Gulistan Mirzaei - When We Were Bullies – Jay Rosenblatt |
| Najlepszy krótkometrażowy film aktorski | Najlepszy krótkometrażowy film animowany |
| - The Long Goodbye – Aneil Karia i Riz Ahmed - Ala Kachuu - Take and Run – Maria Brendle i Nadine Lüchinger - Sukienka – Tadeusz Łysiak i Maciej Ślesicki - On My Mind – Martin Strange-Hansen i Kim Magnusson - Please Hold – K.D. Dávila i Levin Menekse | - The Windshield Wiper – Alberto Mielgo i Leo Sanchez - Kwestia smaku – Joanna Quinn i Les Mills - Bestia – Hugo Covarrubias i Tevo Díaz - BoxBallet – Anton Dyakov - Rudzik Rudzia – Dan Ojari i Mikey Please |
| Najlepsza scenografia i dekoracja wnętrz | Najlepsze zdjęcia |
| - Diuna – scenografia: Patrice Vermette; dekoracja wnętrz: Zsuzsanna Sipos - Zaułek koszmarów – scenografia: Tamara Deverell; dekoracja wnętrz: Shane Vieau - Psie pazury – scenografia: Grant Major; dekoracja wnętrz: Amber Richards - Tragedia Makbeta – scenografia: Stefan Dechant; dekoracja wnętrz: Nancy Haigh - West Side Story – scenografia: Adam Stockhausen; dekoracja wnętrz: Rena DeAngelo | - Diuna – Greig Fraser - Zaułek koszmarów – Dan Laustsen - Psie pazury – Ari Wegner - Tragedia Makbeta – Bruno Delbonnel - West Side Story – Janusz Kamiński |
| Najlepsza charakteryzacja | Najlepsze kostiumy |
| - Oczy Tammy Faye – Linda Dowds, Stephanie Ingram i Justin Raleigh - Cruella – Nadia Stacey, Naomi Donne i Julia Vernon - Diuna – Donald Mowat, Love Larson i Eva von Bahr - Dom Gucci – Göran Lundström, Anna Carin Lock i Frederic Aspiras - Książę w Nowym Jorku 2 – Mike Marino, Stacey Morris i Carla Farmer | - Cruella – Jenny Beavan - Cyrano – Massimo Cantini Parrini i Jacqueline Durran - Diuna – Jacqueline West i Robert Morgan - West Side Story – Paul Tazewell - Zaułek koszmarów – Luis Sequeira |
| Najlepszy montaż | Najlepsze efekty specjalne |
| - Diuna – Joe Walker - Nie patrz w górę – Hank Corwin - King Richard. Zwycięska rodzina – Pamela Martin - Psie pazury – Peter Sciberras - Tick, tick... Boom! – Myron Kerstein i Andrew Weisblum | - Diuna – Paul Lambert, Tristan Myles, Brian Connor i Gerd Nefzer - Free Guy – Swen Gillberg, Bryan Grill, Nikos Kalaitzidis i Dan Sudick - Nie czas umierać – Charlie Noble, Joel Green, Jonathan Fawkner i Chris Corbould - Shang-Chi i legenda dziesięciu pierścieni – Christopher Townsend, Joe Farrell, Sean Noel Walker i Dan Oliver - Spider-Man: Bez drogi do domu – Kelly Port, Chris Waegner, Scott Edelstein i Dan Sudick |
| Najlepsza muzyka | Najlepsza piosenka |
| - Diuna – Hans Zimmer - Nie patrz w górę – Nicholas Britell - Nasze magiczne Encanto – Germaine Franco - Matki równoległe – Alberto Iglesias - Psie pazury – Jonny Greenwood | - "No Time to Die" z filmu Nie czas umierać – Muzyka i słowa: Billie Eilish i Finneas O’Connell - "Be Alive" z filmu King Richard. Zwycięska rodzina – Muzyka i słowa: DIXSON i Beyoncé Knowles-Carter - "Dos Oruguitas" z filmu Nasze magiczne Encanto – Muzyka i słowa: Lin-Manuel Miranda - "Down to Joy" z filmu Belfast – Muzyka i słowa: Van Morrison - "Somehow You Do" z filmu Four Good Days – Muzyka i słowa: Diane Warren |
| Najlepszy dźwięk | |
| - Diuna – Mac Ruth, Mark Mangini, Theo Green, Doug Hemphill i Ron Bartlett - Belfast – Denise Yarde, Simon Chase, James Mather i Niv Adiri - Nie czas umierać – Simon Hayes, Oliver Tarney, James Harrison, Paul Massey i Mark Taylor - Psie pazury – Richard Flynn, Robert Mackenzie i Tara Webb - West Side Story – Tod A. Maitland, Gary Rydstrom, Brian Chumney, Andy Nelson i Shawn Murphy | |

## Krytyka
Reżyserzy, dźwiękowcy i część środowiska filmowego skrytykowała decyzję o nieuwzględnieniu w transmisji na żywo wręczenia Oscarów w ośmiu kategoriach: Najlepszy krótkometrażowy film animowany, Najlepszy krótkometrażowy film dokumentalny, Najlepszy krótkometrażowy film aktorski, Najlepszy montaż, Najlepsza charakteryzacja, Najlepsza muzyka, Najlepsza scenografia i dekoracja wnętrz oraz Najlepszy dźwięk.

## Podsumowanie liczby nominacji
- 12 – Psie pazury
- 10 – Diuna
- 7 – Belfast i West Side Story
- 6 – King Richard. Zwycięska rodzina(inne języki)
- 4 – Nie patrz w górę, Drive My Car i Zaułek koszmarów(inne języki)
- 3 – CODA, Nasze magiczne Encanto, Przeżyć(inne języki), Licorice Pizza, Córka, Nie czas umierać i Tragedia Makbeta(inne języki)

## Podsumowanie liczby nagród
- 6 – Diuna
- 3 – CODA
- 2 – Oczy Tammy Faye(inne języki)